# Neudorf-Süd
Neudorf-Süd è un quartiere (Stadtteil) della città tedesca di Duisburg, appartenente al distretto urbano (Stadtbezirk) di Duisburg-Mitte.